# Calamagrostis haussknechtiana
Calamagrostis haussknechtiana är en gräsart som beskrevs av Karl Emil Wilhelm Torges. Calamagrostis haussknechtiana ingår i släktet rör, och familjen gräs. Inga underarter finns listade i Catalogue of Life.